# Axel Schubert
Axel Schubert (* 10. Januar 1967) ist ein ehemaliger deutscher Basketballspieler.

## Laufbahn
Schubert spielte für den SSV Ulm in der Basketball-Bundesliga, ehe er 1990 zum Ligakonkurrenten MTV 1846 Gießen wechselte. Er bestritt 76 Einsätze für den MTV (7,4 Punkte/Spiel).
1992 verließ der 2,03 Meter große Innenspieler Gießen und ging zum TuS Herten, für den er zunächst in der 2. Basketball-Bundesliga, ab 1995 dann in der ersten Liga auf dem Feld stand. 1997 wechselte Schubert in die zweite Liga zurück und verstärkte den TV Salzkotten. 1990 zog es ihn zur BG Dorsten.